# San Fernando (Morazán)
San Fernando è un comune del dipartimento di Morazán, in El Salvador.

## Informazioni generali
La festa patronale, in onore di san Fernando, viene festeggiata nel mese di marzo o aprile.